# Милан Павков
Милан Павков (Бегеч код Новог Сада, 9. фебруар 1994) српски је фудбалер који тренутно наступа за Чукарички. Висок је 193 центиметра и игра на позицији најистуренијег нападача. За репрезентацију Србије дебитовао је у марту 2019. године.
Фудбал је почео да тренира на терену локалне Бачке из Бегеча. Прошао је све млађе категорије фудбалског клуба Нови Сад, где се задржао девет година. Лета 2012, Павков је уступљен екипи Младости из Бачког Петровца, пред почетак сезоне у Војвођанској лиги Запад. Добио је понуду да се прикључи екипи ЧСК Пиваре из Челарева, након што је Владо Каракаш, помоћник у стручном штабу те екипе посматрао Павкова на једној од утакмица нижег ранга, препоручио тадашњем тренеру Драгану Ивановићу да играча доведу у тај клуб. Током такмичарске 2014/15. године, постигао је осамнаест погодака у Српској лиги Војводине и на тај начин се остварио као најбољи стрелац у сезони.
Лета 2015. године приступио је новосадској Војводини и након пробног периода који је прошао са екипом, потписао је уговор са клубом на три сезоне. За екипу Војводине наступио је укупно 16 пута у свим такмичењима, укључујући лигашки део сезоне, сусрете Купа Србије, као и квалификације за Лигу Европе. По окончању сезоне 2015/16, споразумно је раскинуо уговор са Војводином, а нешто касније, истог лета, договорио је сарадњу са Радничким из Ниша на период од три године.
Почетком 2017. године, Павков је прешао у Црвену звезду, са којом је потписао уговор на две и по године. Лета исте године, услед мање минутаже у клубу, вратио се у нишки Раднички на једногодишњу позајмицу. Са двадесет три постигнута поготка на тридесет и три одигране утакмице, сезону је завршио као други стрелац лиге. По истеку позајмице, поново је приступио првој екипи Црвене звезде средином 2018, доприневши пласману клуба у групну фазу Лиге шампиона. Дана 6. новембра 2018. постигао је оба поготка за Црвену звезду у победи против Ливерпула у четвртом колу тог такмичења. Крајем исте године, продужио је сарадњу са клубом. У мају 2019. године, Павков је са Црвеном звездом освојио шампионску титулу Суперлиге Србије, коју је са својим клубом одбранио годину дана касније. Након периода који је провео у екипи Aл Фејхе, Павков је у фебруару 2024. потписао за Чукарички.

## Каријера

### Нови Сад
Павков је прве фудбалске кораке начинио у родном Бегечу, на терену локалне Бачке. Као деветогодишњак је приступио фудбалском клубу Новом Саду и ту се задржао наредних девет година, прошавши све млађе категорије. Пред крај такмичарске 2011/12. године у Првој лиги Србије, Павков је прикључен тренинзима првог тима, те се по први пут нашао у званичном протоколу тог такмичења за утакмицу 31. кола, против екипе Радничког из Сомбора. Он се до краја сезоне још једном нашао у улози резервисте, али је исту завршио без званичних наступа. Лета 2012, Павков је уступљен екипи Младости из Бачког Петровца, пред почетак сезоне у Војвођанској лиги Запад, која је у том периоду представљала једну од две лиге четвртог степена на територији Војводине. По завршетку сезоне 2012/13. у Првој лиги Србије, Нови Сад је испао из тог такмичења, док је Павков по окончању позајмице напустио свој матични клуб као слободан играч.

### ЧСК Челарево
После одласка из бившег клуба, Павков је добио понуду да се прикључи екипи ЧСК Пиваре из Челарева. Након што је Владо Каракаш, помоћник у стручном штабу те екипе посматрао Павкова на једној од утакмица нижег ранга, препоручио је тадашњем првом тренеру, Драгану Ивановићу да играча доведу у тај клуб. Трансфер је договорен код бензинске пумпе на путу који повезује Бегеч и Челарево, те је Павков приступио ЧСК-у као играч аматер. Како је Павков пренео суспензију, услед добијеног директног црвеног картона и забране наступа на четири утакмице у последњем колу претходне сезоне, Драган Ивановић је упутио молбу надлежном органу Фудбалског савеза Војводине ради смањења казне. Павков је, потом, наступио на утакмици другог кола Српске лиге Војводине за сезону 2013/14, постигавши оба поготка на утакмици, за победу своје екипе у локалном дербију против Бачке из Бачке Паланке. До краја сезоне у том такмичењу, Павков је забележио укупно 27 наступа и постигао 8 голова. Према извештајима са утакмица, он је заслужио просечну оцену од 7,18, док је три пута био проглашаван најбољим на терену.
Павков је идентичан број утакмица одиграо и у такмичарској 2014/15. години, током које је постигао 18 погодака у Српској лиги Војводине и на тај начин се остварио као најбољи стрелац у сезони тог такмичења. Са екипом ЧСК Челарева освојио је прво место на табели и изборио пласман у Прву лигу Србије за наредну сезону. Претходно, током 2014, Павков је био део аматерске селекције Војводине, која је представљала Србију у УЕФА Купу региона.

### Војводина
Лета 2015, Павков је приступио новосадској Војводини. Након пробног периода, који је прошао са екипом, потписао је трајни уговор са клубом, на три сезоне. Дебитовао је 9. августа исте године, код тренера Златомира Загорчића, на утакмици 4. кола Суперлиге Србије за сезону 2015/16, против екипе Младости Лучана. Павков се тада нашао у стартној постави Војводине, а на терену је провео 78 минута. Изнудио је једанаестерац за своју екипу, након прекршаја Саше Јовановића у казненом простору Младости, који је касније реализовао Дарко Пушкарић, док је Војводина ту утакмицу добила резултатом 2ː1. Неколико дана касније, Павков се на утакмици следећег кола, против екипе Партизана, нашао на клупи за резервне играче и на том сусрету није наступао у лигашком делу такмичења. На првој утакмици доигравања за Лигу Европе, одиграној на Карађорђу 20. августа 2015, против Викторије из Плзења, Павков је у игру ушао у 88. минуту уместо Огњена Ожеговића, што је био његов први наступ у европским такмичењима на клупском нивоу. До краја месеца забележио је још два наступа у Суперлиги Србије, на сусретима са екипама Новог Пазара и суботичког Спартака, док током септембра и октобра није наступао. У поставу се вратио на утакмици 17. кола тог такмичења, у поразу од сурдуличког Радника на домаћем терену, резултатом 2ː3. Павков је у игру ушао уместо Миљана Мрдаковића, а на том сусрету изнудио је једанаестерац, који је у 83. минуту реализовао Александар Станисављевић. Доласком Ненада Лалатовића на место шефа стручног штаба, Павков је у наставку сезоне најчешће имао статус резервисте. За екипу Војводине наступио је укупно 16 пута у свим такмичењима, укључујући лигашки део сезоне, сусрете Купа Србије, као и квалификације за Лигу Европе. По окончању сезоне, споразумно је раскинуо уговор са Војводином у јуну 2016. године.

### Раднички Ниш
Године 2016, 4. јула, Павков је потписао трогодишњи уговор са Радничким из Ниша. За клуб је званично дебитовао на отварању сезоне 2016/17. у Суперлиги Србије, ушавши у игру уместо Лазара Арсића у 70. минуту сусрета са Чукаричким, 24. јула исте године. Након утакмице следећег кола, против суботичког Спартака, на којој је такође ушао са клупе, Павков се први пут нашао у стартној постави своје екипе на сусрету трећег кола, против Рада, на Чаиру. Раднички је тада победио резултатом 3ː0, док је Павков асистирао Лазару Арсићу за други гол на утакмици. Павков је, потом био асистент код оба поготка за Раднички на гостовању Металцу у Горњем Милановцу, где је његов тим забележио победу у оквиру 6. кола такмичења. Постигавши два гола у победи Радничког, резултатом 4ː1, против Вождовца на крову Тржног центра, Павков је изабран за најбољег играча 8. кола Суперлиге Србије. Неколико дана касније, 21. септембра 2016, Павков је наступио на утакмици шеснаестине финала Купа Србије, против БСК Борче, када је Раднички поражен резултатом 1ː0 на Визељ парку. Павков је до краја календарске године погађао још у сусретима са Партизаном, Радом из једанаестерца, те Црвеном звездом. Након 5 постигнутих голова на 20 утакмица у Суперлиги, крајем 2016. се појавила информација о могућем преласку Павкова у екипу Црвене звезде током зимског прелазног рока наредне године.

### Црвена звезда

#### Година 2017: резервни састав
Почетком 2017. године, Павков је прешао у Црвену звезду, са којом је потписао уговор на две и по године, до лета 2019. Вредност трансфера износила је 300 хиљада евра, док се београдски клуб уговором обавезао да цифру сервисира у две рате, од по 200 и 100 хиљада у размаку од шест месеци. По истом основу је договорено да Раднички задржава право на 30 процената од наредне продаје играча, док је Црвена звезда у Ниш послала Стефана Илића, према споразуму о уступању до краја сезоне 2016/17. Павков је за Црвену звезду дебитовао код тренера Миодрага Божовића у 22. колу Суперлиге Србије, против Новог Пазара, 18. фебруара 2017, ушавши у игру уместо Дамијена Ле Талека у 85. минуту сусрета. Павков је, потом, наступио у првом колу новоформиране Лиге „Б“ тимова, против резервне екипе Колубаре, која је ту утакмицу добила резултатом 2ː1. Павков је постигао једини погодак за свој тим на том сусрету, савладавши Марка Тркуљу, иначе бившег голмана Црвене звезде, у шестом минуту утакмице. Касније се повредио, те је из тог разлога пропустио остатак сезоне. У састав екипе вратио се пред почетак нове сезоне, а свој други званични наступ за Црвену звезду, Павков је уписао на првој утакмици против малтешке Флоријане, одигране у оквиру првог кола квалификација за Лигу Европе, ушавши у игру уместо Ричмонда Боаћија у надокнади времена.

#### Сезона 2017/18: позајмица Радничком
Дана 27. јула 2017. године, Павков се вратио у нишки Раднички на једногодишњу позајмицу. По повратку у клуб, Павков је задужио дрес са бројем 25, а прву утакмицу за Раднички у сезони 2016/17. одиграо је у трећем колу Суперлиге Србије, када је његов, тим под вођством тренера Петера Пакулта, победио на гостовању Земуну, резултатом 2ː1. У следећем колу, против екипе Мачве, Павков је постигао свој први погодак те сезоне. Павков је нешто касније, 23. августа 2017. био стрелац на одложеној утакмици 2. кола, када је Раднички победио Младост из Лучана на Чаиру, резултатом 2ː1, а затим и у ремију 2ː2 са Радником из Сурдулице на истом стадиону, три дана касније. Свој четврти погодак у сезони, Павков је у поразу од 3ː1 на гостовању тадашњем званичном шампиону државе у фудбалу, Партизану на Стадиону у Хумској улици у Београду. Павков је након тога погађао у свакој од наредне четири утакмице у Суперлиги Србије, против Јавора, Спартака, Вождовца и Војводине. Рачунајући и утакмицу шеснаестина финала Купа Србије против Златибора у Чајетини, током чијег регуларног дела није било голова, забележио је укупно 6 погодака на исто толико узастопних утакмица одиграних у периоду од 17. септембра до 20. октобра 2017. У међувремену се, након 12. одиграних кола, нашао и на врху листе стрелаца домаћег шампионата. Павков је утакмицу 16. кола, против Црвене звезде, пропустио због клаузуле у споразуму о уступању између два клуба. Већ од утакмице наредног кола, против Младости, Павков је отпочео своју нову голгетерску серију, која је са изузетком сусрета са екипом Рада у 20. колу, трајала све до последње такмичарске недеље пред одлазак на зимску паузу у првенству, те је на 6 одиграних утакмица у том периоду постигао укупно 7 голова. Са два поготка на гостовању Раднику у 22. колу, Павков је означен најбољим појединцем те утакмице, а касније је изабран и за играча кола у Суперлиги Србије. Павков је на истој утакмици добио жути картон, што је била његова четврта јавна опомена те сезоне.
По окончању првог дела сезоне током ког је Павков постигао 16 погодака на 20 одиграних утакмица, спортски сектор Црвене звезде одлучио је да повуче играча са позајмице. Павков се, потом, одазвао првом окупљању екипе код тренера Владана Милојевића, 9. јануара 2018. Споразум о уступању званично није прекинут, док је Павков са клубом прошао комплетне припреме, после чега је сезону наставио у Радничком. Након утакмице 23. кола, против Бачке из Бачке Паланке, коју је пропустио због акумулираних картона, Павков се вратио у прву поставу. Он је 3. марта 2018. постигао једини погодак на утакмици у победи Радничког над Партизаном на Чаиру, у оквиру 25. кола Суперлиге. Постигао је, такође и два поготка против Јавора у Ивањици, оба из пенала за победу Радничког резултатом 3ː1. Он је, потом, период од 27. до 31. такмичарске недеље одиграо без конкретног голгетерског учинка, од чега је на утакмици против Војводине, у претпоследњем колу регуларног дела првенства, забележио асистенцију уз претходно нереализован једанаестерац. Павков је погодио против екипе Црвене звезде у 32. колу, а затим и у трећој утакмици против Партизана те сезоне. По један гол је, такође, постигао и на следеће две утакмице, против Вождовца и Војводине. На претпоследњој утакмици у сезони, против Спартака у Суботици, Павков је добио два жута картона у размаку од неколико секунди, те је терен напустио у 49. мунуту сусрета. Са 23 постигнута поготка на 33 одигране утакмице, Павков је сезону завршио као други стрелац лиге, иза Александра Пешића.

#### Сезона 2018/19: Лига шампиона
По истеку позајмице, Павков се у Црвену звезду вратио лета 2018. године. Након одласка Александра Пешића из клуба, Павков се нашао на списку играча за прво коло прво коло квалификација за Лигу шампиона, против Спартакса из Јурмале. На првој утакмици против тог клуба, одиграној 11. јула 2018, Павков је заменио повређеног Николу Стојиљковића у 18. минуту. У реванш сусрету, одиграном у Београду следеће седмице, Павков је наступио у последњих 30 минута, током којих је уписао асистенцију Бену, за први од два поготка свог клуба на тој утакмици. Павков је, потом, наступио на отварању сезоне 2018/19. у Суперлиги Србије, против Динама из Врања, заменивши на терену Дејана Мелега у 77. минуту утакмице. Тренер Владан Милојевић га није користио у игри на наредних пет такмичарских сусрета, те се у медијима почетком августа исте године појавила информација о могућем одласку играча из клуба. Павков се у поставу Црвене звезде вратио 12. августа 2018, постигавши два од три поготка свог тима у победи над суботичким Спартаком. Он је, услед таквог учинка, проглашен играчем утакмице, док га је редакција званичне интернет странице Суперлиге Србије изабрала за најбољег играча 4. кола шампионата.
Павков је касније улазио у игру на утакмицама против трећег кола квалификација, против Спартака у Трнави, као и плеј офу за то такмичење, против Ред була у Салцбургу, након ког се Црвена звезда по први пут пласирала у групну фазу Лиге шампиона од њеног оснивања под тим именом. Павков је свој 4. погодак у сезони постигао у победи над Војводином у 7. колу Суперлиге Србије, док је 5. гол у том такмичењу постигао против Мачве у Шапцу у 13. колу шампионата. На следећој утакмици у Суперлиги, против Бачке из Бачке Паланке, Павков је постигао гол у 26. секунди сусрета, што је био најбржи погодак у његовој дотадашњој каријери. Дана 6. новембра 2018, Павков је постигао оба поготка за Црвену звезду у победи против Ливерпула резултатом 2:0 у 4. колу групне фазе Лиге шампиона. Павков је на тој утакмици доживео повреду задње ложе, због чега неко време није био у тренажном процесу, те је пропустио сусрет 16. кола Суперлиге, против Динама, као и одложену утакмицу осмине финала Купа Србије, против екипе ТСЦ Бачке Тополе, одиграну током репрезентативне паузе. Након утакмице 5. кола Лиге шампиона, на гостовању Наполија, када је остао на клупи за резервне играче, Павков се у поставу Црвене звезде вратио за утакмицу 18. кола Суперлиге Србије, против Вождовца и том приликом асистирао Бену за други погодак свог клуба на том сусрету. Павков је на гостовању суботичком Спартаку, у оквиру следећег кола, фаулиран од стране Немање Ћаласана у казненом простору домаће екипе, те је на тај начин изнудио једанаестерац који је реализовао Ел Фарду Бен.
Након последње утакмице групне фазе Лиге шампиона, против Париз Сен Жермена, Павков је 12. децембра 2018. продужио уговор са Црвеном звездом до краја 2022. године. Према писању Дарјана Недељковића, новинара портала Моцартспорт, за зараду Милана Павкова у првој години новог уговора одређена је цифра од 240 хиљада евра, са тенденцијом увећања за додатних 60 хиљада сваке следеће, до коначних 420 хиљада за последњу годину уговора. Два дана касније, саопштено је да је Павков повредио лигамент колена, те је због тога пропустио остатак календарске 2018.
Почетком 2019, Павков се одазвао првој прозивци клуба у новој календарској години, са којим је касније прошао највећи део припрема на Кипру, односно Турској. Током припремног периода, Павков је наступио на пријатељским сусретима са Акритасом, Нордхаузеном, Аустријом из Беча, Лудогорецом из Разграда, Работничким из Скопља и коначно, на генералној проби, против екипе Марибора. Током припрема, Павков је остварио учинак од два поготка, док је тренер Црвене звезде, Владан Милојевић на отварању пролећног дела сезоне, против екипе Војводине, улогу стартера наменио Ричмонду Боаћију. Павков је на терен ушао уместо Боаћија у 75. минуту, док је у 89. погодио за коначних 4ː0. На тај начин је постигао свој 6. лигашки, односно 8. гол у сезони рачунајући сва такмичења. На полувремену 159. Вечитог дербија, одиграног 2. марта 2019. године, Павков је у игру ушао уместо Вељка Симића. У 74. минуту те утакмице, постигао је изједначујући погодак ударцем изван шеснаестерца, чиме је поставио коначан резултат, 1ː1. Неколико дана касније, Павков је погодио на утакмици у Лучанима, у победи од 3ː1 над екипом тамошње Младости. Победом над екипом Земуна, 9. марта 2019, Црвена звезда је поставила нови рекорд у клупској историји, са 52 узастопне утакмице без пораза у домаћем првенству. Павков је на тој утакмици асистирао Дејану Јовељићу за погодак у 42. минуту, док је у 53. реализовао једанаестерац након прекршаја над истим играчем. Убрзо затим, напустио је игру, а уместо њега на терен је крочио Алекса Вукановић. у четвртфиналној утакмици Купа Србије, против сурдуличког Радника, Павков је забележио свој први наступ за клуб у том такмичењу. Црвену звезду је победом од 2ː1 елиминисала противничку екипу и пласирала се у наредну фазу такмичења. Свој десети погодак у лигашком делу сезоне, Павков је постигао у претпоследњем колу регуларног дела такмичења, на гостовању Бачкој у Бачкој Паланци. На првој утакмици полуфинала Купа Србије, против лучанске Младости, Павков је постигао један од погодака свој тима у победи од 4ː1, а по окончању сусрета изабран је за најбољег појединца на терену. У 34. колу првенства, Павков је постигао први од 5 погодака свог тима у победи над Војводином у Новом Саду. На сусрету наредног кола, против лучанске Младости, Павков је у игру ушао са клупе у 61. мунуту, уместо Дејана Јовељића. У 67. минуту утакмице, Павков је изнудио једанаестерац, који је Бену одбранио Драган Росић. У 82. минуту, Павков је постигао једини погодак на тој утакмици за минималну победу свог тима и освајање шампионске титуле, а као асистент се остварио Милан Гајић, који је два минута раније заменио Бранка Јовичића. На последњој утакмици такмичарске 2018/19, односно финалном сусрету Купа Србије, Павков је одиграо свих 90 минута. Црвена звезда је тада поражена минималним резултатом од екипе Партизана на свом стадиону, те на тај начин није успела да освоји дуплу круну.

#### Сезона 2019/20: неуспели трансфер у Кину
Током летњих припрема у Аустрији, Павков неко време није тренирао због повреде листа. Црвена звезда је добила понуду кинеског фудбалског клуба Ђангсуа, за Милана Павкова, која је према незваничним информацијама износила око три милиона евра. Након договора клубова око износа обештећења, фудбалер је отпутовао у Кину, где потпис уговора није реализован услед незадовољства играча понуђеним личним условима. Павков је касније лиценциран за прво коло квалификација за Лигу шампиона и заједно са екипом отпутовао на гостовање Судуви у Маријамполу. Павков је на отварању сезоне, против тог клуба, у игру ушао уместо Ричмонда Боаћија у 71. минуту игре. Иако је у првом колу Суперлиге Србије, против ивањичког Јавора уврштен у стартну поставу свог клуба, Павков је у наставку квалификација за Лигу шампиона имао статус резервисте. На првој утакмици другог кола, против Хелсинкија, одиграној на Стадиону Рајко Митић у Београду, Павков је заменио Ричмонда Боаћија у 72, док је у 90. минуту игре постигао свој први погодак у новој сезони, за коначних 2:0 на том сусрету. Неколико дана касније, Павков је био стрелац на другој првенственој утакмици, против нишког Радничког. По први пут у квалификацијама за Лигу шампиона, Павков се у стартној постави Црвене звезде нашао на првом сусрету трећег кола, против Копенхагена. Он је у 44. минуту постигао једини погодак за свој тим, а на полувремену је замењен због повреде. Како је у питању било истезање задње ложе, прогнозирана му је пауза од две седмице. Повратком у састав, Павков је погодио на утакмици 7. кола Суперлиге Србије, против Војводине у Новом Саду. Павков је у 8. колу Суперлиге Србије реализовао два једанаестерца, чиме је Црвена звезда преокренула резултат за коначних 2 : 1 против екипе Инђије. По завршетку репрезентативне паузе у октобру 2019, Павков је био у стартној постави своје екипе у 12. колу Суперлиге Србије. Постигавши гол на том сусрету, против екипе Рада на Стадиону Рајко Митић, Павков је изабран за најбољег појединца на терену, према оцени Вечерњих новости. Свој шести погодак у Суперлиги Србије, Павков је постигао на гостовању екипи Радника у 13. колу, када је реализовао једанаестерац у шестом минуту сусрета, досуђен услед прекршаја над Мохамедом Беном. Након изласка Милана Родића, који је утакмицу започео као капитен, траку је понео Милан Павков и ту тој улози остао је до краја утакмице. Поред поготка, Павков је на истом сусрету уписао и две асистенције, те је због свог учинка изабран за играча кола. У четвртом колу Лиге шампиона, против Тотенхема на Стадиону Рајко Митић, Павков је приликом доскока, при резултату 0 : 3, повредио скочни зглоб, због чега је напустио терен. Тренер Милојевић је претходно извршио све три промене у саставу, па је домаћа екипа утакмицу завршила са играчем мање у пољу. Услед повреде, Павков је остао ван такмичарског погона за неколико наредних утакмица. У тренажни процес вратио се почетком децембра. Павков се на терен вратио на сусрету против суботичког Спартака, 7. децембра, када је у игру ушао уместо Томанеа у 77. минуту. На затварању јесењег дела шампионата у Суперлиги Србије, против екипе Чукаричког, Павков је постигао један од погодака своје екипе, након асистенције Марка Гобељића. У победи од 3 : 0 над крушевачким Напретком, у оквиру 26. кола српског шампионата, Павков је био асистент код првог поготка, који је постигао Томане. После паузе у првенству Србије, изазване епидемијом вируса корона, такмичење је настављено 30. маја, када је Црвена звезда гостовала екипи Рада, на Стадиону Краљ Петар Први на Бањици. Победом од 5 : 0, Црвена звезда је освојила нову титулу шампиона Србије, укупно 31. у својој историји. На затварању сезоне, против новосадског Пролетера, Павков је доживео прелом костију лица, у пределу јабучице. Због тога је пропустио прославу титуле, која је организована по завршетку сусрета. На полувремену сусрета превезен је у Клинички центар Србије, где је оперисан на Клиници за оториноларингологију и максилофацијалну хирургију, после чега је отпуштен на кућно лечење.

#### Сезона 2020/21: дупла круна
После третмана опоравка и кућног лечења, процењено је да је Павков спреман за почетак припрема пред нову сезону. Прво окупљање екипе било је 11. јула, а Павков се након тога нашао међу путницима за базични део припрема на Дивчибарама. Црвена звезда је ту одиграла прву припремну утакмицу, када је противник био ИМТ, а Павков није био у саставу. Није наступио ни на другом сусрету, неколико дана касније, када је Црвена звезда минималним резултатом победила Металац у Горњем Милановцу. Иако је све време био у тренажном процесу, Павков је због последица повреде поштеђен дуел игре, па није наступао на утакмицама. Павков тако није био у протоколу утакмице са Новим Пазаром на отварању такмичарке 2020/21. у Суперлиги Србије. Потом је током читавог августа и прве половине наредног месеца био ван такмичарског погона, те није био у саставу ни за квалификационе утакмице за Лигу Шампиона, против екипа Европе, Тиране и Омоније. Након три месеца паузе, Павков је наступио против Вождовца у 8. колу Суперлиге Србије када је у игру ушао са клупе и постигао погодак за коначних 6 : 0. Одмах затим, наступио је и у следећем колу, на гостовању екипи Младости у Лучанима, такође уласком са клупе. Пријављен је и за плеј-оф рунду квалификација за Лигу Европе, против јерменског Арарата, када је остао на клупи за резервне фудбалере. У 14. колу, против екипе Инђије, Павков је изнудио једанаестерац који је реализовао Александар Катаи. Павков је такође учествовао и у акцији код трећег поготка свог тима против чајетинског Златибора у шеснаестини финала Купа Србије. У стартној постави нашао се у 16. колу Суперлиге, када је био стрелац првог поготка свог тима у победи од 3 : 0 над Радом. Током зимских припрема Павков је погађао против Шлонска и Академије Пандев, а одмах затим и на отварању другог дела сезоне, против Новог Пазара. Уласком са клупе на првој утакмици шеснаестине финала Лиге Европе, Павков је у судијској надокнади времена погодио за 2 : 2 са италијанским Миланом на Стадиону Рајко Митић. Почетком марта, Павков је у другом полувремену сусрета са ТСЦ-ом на Градском стадиону у Сенти постигао 2 поготка. Утакмица је завршена резултатом 1 : 3, Павков је у извештају Спортског журнала оцењен као најбољи појединац догађаја, док га је редакција Суперлиге Србије изабрала за играча 25. кола. Он је потом погађао против лучанске Младости и крушевачког Напретка, а још два гола постигао је и на гостовању Инђији у 33. колу. У извештају Спортског журнала поново је оцењен као најбољи на терену. Минималном победом над Војводином у наредном колу, Црвена звезда је освојила нову шампионску титулу. Павков је постигао један погодак за своју екипу у ремију 2 : 2 са Радом на Стадиону Краљ Петар Први, а у наредном колу био је стрелац и против Златибора у победи од 6 : 1. Црвена звезда је на том сусрету достигла цифру од 102 освојена бода и 104 постигнута поготка, док је Павков забележио 100. званични наступ за клуб. Он је потом погодио и против Бачке из Бачке Паланке, те је тако био стрелац на трећој утакмици заредом. Неколико дана касније, Павков је на затварању сезоне реализовао једанаестерац на затварању сезоне, против Металца из Горњег Милановца. Како је упарио картоне у претходним фазама такмичења, Павков је суспендован за финале Купа Србије против Партизана. У Финалу Купа Србије Црвена звезда је после пенал-серије била успешнија од вечитог ривала и на тај начин освојила дуплу круну након 14 година. Павков је у сезони одиграо укупно 32 утакмице у свим такмичењима и постигао 15 погодака.

#### Сезона 2021/22: нови уговор
Црвена звезда је током летњих припрема 2021. године одиграла 4 контролна сусрета, са екипама Гака, Ариса, Арђеша и Штурма. Павков је на три утакмице наступио, две од њих почео на терену, а припреме је завршио без постигнутог поготка. На генералној проби није играо. Уводну утакмицу у Суперлиги Србије као централни нападач је започео Никола Крстовић, док је Павков наступио у последњих 15 минута сусрета са Војводином који је завршен без погодака. Неколико дана касније, Павков је одиграо прво полувреме на гостовању Каирату у Алматију, у оквиру другог кола квалификација за Лигу шампиона. У наставку га је заменио Лои Диони. У реваншу на Стадиону Рајко Митић, као и на утакмици против Младости из Лучана која је одиграна у међувремену, Павков је седео на клупи. На наредних неколико утакмица није играо. Тренер Дејан Станковић је на конференцији за штампу пред наредно коло квалификација за Лигу шампиона, против молдавског представника Шерифа, рекао да Милан Павков и Срђан Бабић имају стомачни вирус и повишену телесну температуру. Убрзо након елиминације од тог клуба, Павков је продужио уговор са Црвеном звездом до 2024. године. На првој утакмици плеј-офа за Лигу Европе, Павков је био стрелац првог и асистент код другог поготка у победи над Клужом, резултатом 4 : 0. Погодио је за победу и у реваншу на стадиону Клужа, те је Црвена звезда потврдила пласман у групну фазу Лиге Европе. Неколико дана касније, био је стрелац у победи Црвене звезде над Чукаричким. Против новосадског Пролетера, Павков је на терену провео 60 минута, после чега је напустио игру због повреде. Пропустио је сусрет првог кола Лиге Европе са португалским представником Брагом. У другом колу, на гостовању Лудогорецу у Разграду, Павков је у игру ушао уместо Лоија Донија. До краја тог сусрета асистирао је Гелору Канги за минималну победу Црвене звезде, док је након прекршаја над Павковим противничком фудбалеру Сисињу показан други жути картон. Још два поготка Павков је постигао на гостовању Колубари у Лазаревцу, где је сусрет 13. кола Суперлиге завршен резултатом 1 : 7. Неколико дана касније, Павков је био позитиван на вирус корона, а након потврђеног позитивног налаза остао је ван конкуренције за гостовање Мидтјиланду. На одложеном сусрету 5. кола Суперлиге, одиграном 27. октобра, у игру је ушао на полувремену и био асистент код јединог поготка свог клуба у поразу од Радника у Сурдулици резултатом 2 : 1. Неколико дана касније, погодио је на гостовању Радничком 1923 у Крагујевцу. У наредном колу био је стрелац и против Војводине у Новом Саду. На последњој утакмици Црвене звезде за календарску 2021, Павков је био двоструки стрелац у победи над ТСЦ-ом у Бачкој Тополи. Тако је јесењи део сезоне окончао учинком од 9 погодака и 3 асистенције на укупно 23 наступа у свим такмичењима. На отварању пролећног дела сезоне, Павков је погодио у 16. минуту сусрета са Чукаричким. Неколико минута касније замењен је због повреде главе. Одмах затим, Павков је био стрелац и победоносног гола против Пролетера у наредном колу. То је уједно био и његов 50 погодак у дресу Црвене звезде. Погодио је и за победу над Металцем у Горњем Милановцу на сусрету 27. кола, када се Црвена звезда по броју бодова изједначила са Партизаном. Био је асистент код поготка Ненада Крстичића за 1 : 5 против Радничког у Нишу на претпоследњем сусрету регуларног дела сезоне. Неколико дана касније изнудио је једанаестерац који је реализовао Ел Фарду Бен, те учествовао у акцији код поготка истог играча за коначних 4 : 0 против ТСЦ-а у четвртини финала Купа Србије. Павков је био стрелац и у 4. колу доигравања за титулу, у победи на гостовању Војводини. На истој утакмици санкционисан је и четвртим жутим картоном, па је сусрет наредног кола пропустио. У полуфиналу Купа Србије, Павков је био стрелац и асистент у победи од 8 : 0 над Новим Пазаром. У финалу истог такмичења одбрањена је „дупла круна”, чиме је Павков освојио свој 6. трофеј са клубом.

#### Сезона 2022/23: ефикасан почетак и инострани трансфер
На отварању такмичарске сезоне, Павков је био стрелац у победи од 4 : 0 над нишким Радничким. Одмах затим, био је двоструки стрелац против Колубаре, те је уврштен у тим 2. кола домаћег шампионата. Погодивши против Младости у Лучанима, Павков је на уводна три сусрета постигао укупно 4 поготка. Изабран је за најбољег играча 3. кола Суперлиге Србије. Серију је продужио и против Радника, на следећој утакмици, када је забележио погодак и асистенцију. Тиме је изједначио лични рекорд од пет погодака на четири утакмице. У реванш сусрету 3. кола квалификација за Лигу шампиона, са екипом Пјуника, Павков је поставио коначних 0 : 2, на асистенцију Марка Гобељића. Након серије погодака на почетку сезоне, Павков је пропустио сусрете са Вождовцем и Макабијем из Хаифе. Као разлог изостанка наведен је стомачни вирус. Медији су између два сусрета са израелским представником пренели информацију о могућем излазном трансферу Милана Павкова. У реваншу плеј-офа за Лигу шампиона, одиграном на Стадиону Рајко Митић, Павков је постигао аутогол за коначних 2 : 2, чиме се Макаби пласирао у групну фазу тог такмичења. Павков је након те утакмице напустио клуб.

### Ал Фејха
Павков је дана 27. августа 2022. представљен као нови фудбалер Aл Фејхе. Павков је с новим клубом потписао двогодишњи уговор, док је вредност обештећења процењена на милион евра. Дебитовао је у поразу на гостовању Ал Хилалу последњег дана истог месеца. На наредном сусрету био је асистент код поготка своје екипе у ремију са Ал Тавуном. Асистирао је и у поразу од Ал Адале, 7. октобра 2022. После два месеца у том клубу и седам сусрета на којима није постигао погодак, српски медији су почетком новембра писали о могућем раскиду уговора са Ал Фејхом. Павков је, међутим, наставио да наступа за тај тим и у наредном периоду. Први погодак за Ал Фејху Павков је постигао 14. јануара 2023. у победи над Ал Раедом. Против истог противника био је асистент два кола пре краја сезоне. На затварању сезоне асистирао је за минималну победу своје екипе над Ал Вахдом. У дресу Ал Фејхе, Павков је одиграо укупно 30 званичних утакмица. Клуб је напустио почетком фебруара 2024. године.

### Чукарички
У завршници зимског прелазног рока 2024. године, Павков је потписао за Чукарички. Клубу је приступио као слободан играч, а обавезао се на једногодишњу сарадњу. Иако је сертификат из Саудијске Арабије стигао уочи сусрета са Црвеном звездом, Павков није био у протоколу против свог бившег клуба. У наредном колу, против крушевачког Напретка, Павков је утакмицу почео на клупи за резервне фудбалере. На терен је крочио у 81. минуту, заменивши на терену Ђорђа Ивановића при резултату 1 : 1. Истовремено, у игру је ушао и Немања Милојевић уместо Марка Доцића. Након слободног ударца који је Милојевић извео у завршници сусрета, Павков је постигао победоносни погодак за свој тим. Тиме стигао до свог 78. гола у Суперлиги Србије. Дана 19. новембра 2024. године Милан Павков је продужио уговор са Брђанима на још две године. Искусни нападач је тако ставио параф на верност Чукаричком до јануара 2027. године.

## Репрезентација
Старт је био ружан, следећи пут би могао некоме да сломи ногу.

—Јоахим Лев, селектор репрезентације Немачке, по окончању пријатељске утакмице са Србијом, март 2019.
Услед успешних партија у дресу Црвене звезде, медији су најавили могућност да се Милан Павков нађе на списку селектора Младена Крстајића, за утакмице против репрезентација Немачке и Португалије. Крстајић је имена фудбалера на које рачуна за те сусрете објавио 8. марта 2019, док је позив Павкову тада изостао. Након повреде Александра Пријовића, Павков је накнадно позван у састав репрезентације Србије, 15. марта исте године. Павков је за репрезентацију Србије дебитовао пет дана касније, 20. марта, ушавши у игру уместо Луке Јовића у 70. минуту пријатељског сусрета са репрезентацијом Немачке. У судијској надокнади те утакмице, Павков је искључен због непрописног старта, отвореним ђоном, над Санеом. Како је у питању био пријатељски сусрет, добијени црвени картон није проузроковао суспензију за наредну утакмицу. У августу 2019. Павков се нашао на првом списку новог селектора, Љубише Тумбаковића. Након обновљене повреде, Павков је отказао наступе у септембру исте године.

## Начин игре
Павкова знам из треће лиге, где ми је скренуо пажњу јер дуго тражимо такав тип играча. Не смем да га доведем из треће лиге, није ме још убедио. Одем да гледам Мараша на Бањици, против Ниша. То је била, да не увредим Мараша, игра Давида и Голијата. Такав судар моћи и немоћи. Павков се загради, па глава, па га отресе, па згази, па претрчи. За сада је Павков први шпиц. Он је сигурно играч огромног потенцијала. Одавно нисам видео играча од 193 cm висине, а такву скочност. Просто невероватно. На ту висину да има такву брзину, такву координацију и такав смисао за игру. Европи недостаје правих деветки. Преплављена је Јужноамериканцима који су мајстори, али су генетски ниски. Дуго тражимо праву деветку.

—Звездан Терзић, генерални директор Црвене звезде, јануар 2017.

### Почеци и фудбалски развој
Павков је 193 центиметра високи фудбалер, који се у професионалном фудбалу афирмисао на позицији најистуренијег нападача. Важи за доминантног играча у дуел игри, способног да се загради леђима и створи простор за ударац ка противничком голу. Као неке од најјачих карактеристика узимају му се игра главом и шут са дистанце. Боље се сналази десном ногом.
Павков је прошао комплетну омладинску школу фудбалског клуба Новог Сада, где је најчешће наступао на позицији задњег везног играча. Своје прве утакмице у сениорском фудбалу одиграо је за екипу Младости из Бачког Петровца у Војвођанској лиги Запад. Стручни штаб ЧСК Пиваре из Челарева, на челу са Драганом Ивановићем и Владом Каракашем, довео је Павкова у редове тог клуба пред почетак сезоне 2013/14. у Српској лиги Војводине. У нападу тог тима тада су играли Алекса Вукановић и Срђан Плавшић, док је Павков имао нешто повученију улогу и деловао иза њих. Након одласка тог двојца у Бачку из Бачке Паланке, односно Спартак из Суботице, промењена је концепција игре, док је за Павкова ангажован лични тренер, како би му се унапредила индивидуална игра. Током сезоне 2014/15, Павков је померен у шпиц напада, те је до краја исте постигао 18 погодака на 27 одиграних утакмица, чиме се остварио као најбољи стрелац лиге те такмичарске године, доприневши на тај начин промоцији клуба у Прву лигу Србије.
Године 2015, Павков је приступио новосадској Војводини, где је одиграо своје прве утакмице у професионалном такмичењу. Током сезоне 2015/16. у Суперлиги Србије није остварио конкретан голгетерски учинак, док су два једанаестерца за Војводину свирана након прекршаја над њим. Павков је, потом, први део наредне сезоне провео у нишком Радничком, где је на 20 утакмица у Суперлиги постигао укупно пет голова, од чега четири из игре, уз реализован пенал против Рада на стадиону Краљ Петар Први. Тој утакмици је присуствовао генерални директор Црвене звезде, Звездан Терзић, након које је изнео позитивне критике о игри Милана Павкова.
Павков је, следеће сезоне, наступајући као уступљени играч Црвене звезде, за Раднички одиграо 33 утакмице у Суперлиги, постигавши укупно 23 поготка, што га је сврстало на друго место листе стрелаца те сезоне, иза Александра Пешића. Павкову је те такмичарске године додељена улога извођача пенала и слободних удараца, те је на тај начин постигао већи број погодака.

### Потпуна афирмација
Знали смо квалитет Павкова и да он може донети промену. Чим он уђе нешто се дешава. Нешто кува у противничкој одбрани.

—Митар Мркела, спортски директор Црвене звезде, август 2018.
По повратку у Црвену звезду, Павков је почетком сезоне 2018/19. код тренера Владана Милојевића најчешће имао улогу резервисте, а прилику је неретко добијао у квалификацијама за Лигу шампиона када је екипа имала резултатски заостатак. У тим тренуцима, играчи Црвене звезде су упућивали високе лопте Павкову, који је имао задатак да их спушта саиграчима који су се придодавали нападу из другог плана. Док је током првог круга групне фазе тог такмичења најчешће био друга опција у шпицу напада, иза Ричмонда Боаћија, Павков је прву утакмицу на терену започео у 4. колу, против екипе Ливерпула на стадиону Рајко Митић у Београду, 6. новембра 2018. Павков је тада постигао оба поготка за Црвену звезду у победи од 2ː0.

Просто, са Павковом у постави променила се комплетна крвна слика Звездиног тима. Његови добијени дуели су проузроковали велику иницијативу домаћина. Ћути и ради, некад трпи неправду, али разгаљује Делије. Има праве нападачке шутеве и процене.

—Дарјан Недељковић, оцене 159. Вечитог дербија, март 2019.
Његов други погодак на том сусрету упоређен је са голом Николе Жигића против Роме у УЕФА купу, 2005. године, док је тренер гостујуће екипе, Јирген Клоп, изнео мишљење да је и сам играч изненађен постигнутим поготком. Тај погодак био је у конкуренцији за најефективнији гол, док се Павков нашао међу кандидатима за најбољег играча кола. Награде су добили играч Јувентуса, Кристијано Роналдо, односно фудбалер Тотенхема, Хари Кејн. Амерички медиј И-Ес-Пи-Ен у тим 4. кола Лиге шампиона сврстао је фудбалере Црвене звезде Милана Борјана, Вујадина Савића и Милана Павкова. На свечаности одржаној 12. децембра 2018, Павкову је додељено признање за најлепши гол у протеклој години, по избору навијача клуба.

Свакако да ћу сада бити опрезнији када Павков буде имао лопту. Много ме подсећа на Жигу. Никола је имао тај лудачки шут, умео је онако „здраво“ да удари лопту, после чега је она добијала неку чудну путању и постајала непредвидива за голмане.

—Владимир Стојковић, о Павкову и Николи Жигићу, април 2019.
У анализи 159. Вечитог дербија, новинари портала Моцартспорт су улазак Милана Павкова у игру на полувремену оценили пресудним у наставку утакмице. Назначено је да је Павков освајао високе лопте испред Партизановог, тада седамнаестогодишњег, штопера Страхиње Павловића, те да је његов ударац ка голу био један од ретких покушаја. Постигавши погодак за изједначење на тој утакмици, Павков је окарактерисан као играч за велике утакмице, коме треба мало простора да би упутио ударац, али да је таква једноставна игра често доприносила усмеравању тока и резултата утакмице у корист његовог тима. Као играч Црвене звезде у сезони 2018/19, Павков је постигао 15 голова на 39 званичних утакмица, а погађао је у свим такмичењима у којима је клуб учествовао.

Драго ми је због њега. Добар је момак и одличан нападач, који има осећај за гол. Показао је да не би требало никада одустајати од снова. Чекао је шансу и дочекао. И то у каквом мечу, против Ливерпула који је касније стигао до трофеја у Лиги шампиона. Видим да је љубимац навијача.

—Никола Жигић о Милану Павкову, август 2019.
Нашавши се у стартној постави Црвене звезде на првом сусрету трећег кола квалификација за Лигу шампиона у сезони 2019/20, против Копенхагена, Павков је постигао једини погодак за своју екипу пред крај првог полувремена. Убрзо након тога замењен је због повреде, док је касније саопштено да је играч истегао задњу ложу на самом почетку утакмице, те да је у таквом стању наступио до краја првог дела игре. Дански представник је у наставку утакмице изједначио, те је сусрет завршен резултатом 1 : 1. Према извештају Вечерњих новости, Павков је изабран за најбољег појединца тог догађаја.
Годину дана након победе над Ливерпулом, Црвена звезда је на свом терену дочекала Тотенхем. Павков је на том сусрету такође уврштен у стартну поставу, али је исти завршио без конкретног учинка, док је његова екипа претрпела пораз резултатом 4 : 0. Замерена му је ситуација када се нашао „1 на 1“ са противничким голманом, Паулом Гацанигом, који је његов шут одбранио ногом приликом пада. Новинар портала Моцартспорт, Александар Глигорић, у анализи игре Милана Павкова након тог сусрета истакао је да је играч за годину дана у потпуности променио приступ игри, као и да је недостатак физичке спреме утицао на његову реализацију. У обзир је узет и параметар да је у том тренутку била непознаница ко је први нападач у тиму Владана Милојевића, као и да је Павков у сезону ушао након нереализованог трансфера, а да је претходно као конкуренција доведен Томане. Коначно, констатовано је да су сва та дешавања утицала на мањак самопоуздања код играча. У најави 162. вечитог дербија примећено је да централни нападачи Црвене звезде имају слабу реализацију и да нити један од играча на тој позицији није постигао погодак на уводна три кола пролећног дела такмичарске 2019/20. На утакмици у Инђији, где је Црвена звезда гостовала у ванредном колу пре Вечитог дербија, прилику да почне на терену добио је Алекса Вукановић, док је Павков у игру ушао са клупе, на почетку другог полувремена. Пред сусрет са Партизаном, Павков је сакупио 400 минута без поготка на свим сусретима. Услед повреде Ричмонда Боаћија на 162. вечитом дербију, тренер Дејан Станковић је прилику у шпицу напада такође указао Алекси Вукановићу, док је Павков читав сусрет провео на клупи за резервне фудбалере. Станковић је на наредним сусретима у нападу упарио Павкова са Томанеом, у формацији 4-4-2. У завршници првенства, Павков је имао ограничену минутажу, док је, према писању медија, Станковић био незадовољан залагањем Павкова на тренинзима. Павков је последњи погодак у сезони постигао 26. октобра 2019.
У неким од медија је у паузи између сезона 2019/20. и 2020/21. указано на недовољну продуктивност нападача Црвене звезде. Неретко се писало о лошој форми Милана Павкова, што је проузроковало и недостатак адекватне понуде за трансфер у иностранство. Такође је писано о томе да клуб планира довођење новог нападача, док је тренер Станковић након једног од припремних сусрета изјавио да шпицеви морају да буду конкретнији. Звездан Терзић је за медије говорио о очекиваним трансферима Боаћија и Павкова и евентуалном засићењу у њиховим играма. Поред слабије форме, њих двојица су током припрема имали проблема са повредама, па је тренер Станковић у врху напада пробао различите опције. Павков није био лиценциран на почетку квалификација за европске утакмице и током јесењег дела сезоне у том такмичењу није имао значајну улогу у тиму. Као прва опција у нападу наметнуо се Дијего Фалчинели који је у Црвену звезду дошао као уступљени играч Болоње. Звездан Терзић је крајем календарске 2020. критиковао однос Павкова према игри, али је нагласио да клуб рачуна на њега. Међутим, после зимских припремама, на којима је погађао, Павков је и на званичним утакмицама значајно побољшао ефикасност. Уласком са клупе, Павков је у завршници првог сусрета шеснаестине финала Лиге Европе постигао погодак за реми са Миланом на Стадиону Рајко Митић. У Спортском журналу је 5. марта 2021. објављен текст са насловом Павков није више „пензионер“, а који се тицао учинка Милана Павкова и континуитета његових игара. На званичном веб-сајту клуба је у мају 2022. објављен текст о учинку Павкова у дресу Црвене звезде против свих суперлигашких клубова.

## Ван терена

### Приватно
Милан Павков је родом из Бегеча, насеља Градске општине Новог Сада, које се налази на левој обали Дунава. Одрастао је на пољопривредном газдинству своје породице, као старије од двоје деце Николе и Зузане Павков. Има сестру Милицу. Павков је похађао Основну школу „Вељко Петровић“ у Бегечу у разреду Татјане Лаћарац, а потом завршио Техничку школу у Новом Саду, са стеченим звањем електричара. У струци је повремено радио на почетку своје фудбалске каријере, а поред тога је помагао у очевој продавници. Медији су почетком јула 2019. пренели информацију да је Павков за јесен исте године заказао венчање са својом партнерком, Маријом Мудрић. У августу 2021. године пар је добио сина Василија.

### Друштвено
Шетајући од гола до гола на терену стадиона Црвене звезде и одговарајући на постављена питања, неколико саиграча се усагласило да Милан Павков најчешће користи мобилни телефон од свих фудбалера тог клуба. Павков је већи раст популарности доживео након утакмице против Ред була у Салцбургу, лета 2018, када је његов улазак у игру окарактерисан као један од кључних момената Звездиног пласмана у групну фазу Лиге шампиона. Павков је на тој утакмици задобио повреду главе, те је након указане медицинске помоћи наставио сусрет, а по завршетку истог задржан је у болници ради ушивања копчи. Немања Недовић, српски кошаркаш, најавио је куповину дреса Милана Павкова непосредно по завршетку утакмице. Током утакмице против Ливерпула, у 4. колу групне фазе Лиге шампиона, одигране 6. новембра 2018, на којој је Павков је постигао оба поготка за Црвену звезду у победи од 2:0, навијачи Црвене звезде скандирали су Павкову. Поводом првог поготка на тој утакмици, њему је упућен стих Хеј Павков, скочи и дај гол главом, који је претходно спеван некадашњем нападачу тог клуба, Михајлу Пјановићу. Игра и погоци Павкова коментарисани су у медијима и на друштвеним мрежама, док су се неки аналитичари бавили разликама у цени играча два тима, односно упоређивали вредност трансфера Милана Павкова из нишког Радничког са износима обештећења плаћених Роми за Алисона Бекера, односно Саутхемптону за Вирџила ван Дајка.

Вечерас пишете историју, немојте пропустити ову шансу, шансу да својим унуцима једног дана причате како сте срушили Ливерпул. Изађите и играјте, будите храбри, ово је ваша кућа, народ то очекује од вас. А ти, Павков, уради вечерас нешто велико, толико велико да ти у твом Бегечу подигну споменикǃ

—Звездан Терзић, пред утакмицу против Ливерпула, новембар 2018.
На Јутјуб каналу JustCartoons објављен је цртани филм, који приказује утакмицу кроз анимацију, а у ком је Милан Павков главни јунак. Група навијача се у ноћи након утакмице упутила испред зграде у којој фудбалер станује, где су уз бакљаду скандирали његово име, на шта им је он отпоздравио са терасе. У данима након сусрета, гуслар Марко Шћепановић отпевао је песму Павкову, на текст Драгослава Брновића, а репери Урош Дичра и Саша Славковић Леша снимили су нумеру по имену Милана Павкова. Један од присталица Црвене звезде истетовирао је датум утакмице, презиме играча, као и минуте у којима је постизао поготке. Магазин BizLife Павкова је означио као личност недеље, док су симпатизери Црвене звезде поставили таблу са натписом Улица Милана Павкова на златиборском пропланку. Телевизијски водитељ Зоран Кесић посветио је шољу Милану Павкову, на одјави 152. епизоде своје емисије 24 минута са Зораном Кесићем. Навијачи Црвене звезде су 6. новембар назвали Павковдан.
Фудбалски клуб Црвена звезда организовао је дружење навијача са Миланом Павковим пред одложену утакмицу осмине финала Купа Србије, против екипе ТСЦ Бачке Тополе, 21. новембра 2018, а том приликом представљена је мајица са његовим ликом у званичној клупској продавници. Почетком децембра исте године, Павкову су радници једног београдског угоститељског објекта, који је тада посетио, на тањиру исписали посвету Дај га главомǃ Према испитивању ставова на друштвеним мрежама, Борис Малагурски је за телевизију „Спутњик“ у Србији направио избор 10. личности које су обележиле претходну годину, међу које је сврстан и Милан Павков. Остваривши добитни тикет у акцији компаније Моцарт, Павков је донирао средства млађим категоријама чачанског Борца, којима је обезбеђена комплетна спортска опрема.
Након позива Љубише Тумбаковића у фудбалску репрезентацију Србије, Павков је у октобру 2019, заједно са саиграчима из националног тима, Душаном Тадићем и Немањом Милетићем, обишао основне школе „Драган Лукић“ на Новом Београду и „Сава Шумановић“ у Земуну.

## Статистика

### Клупска
Ажурирано 17. марта 2024.
|                        |                      |                             |     |     |    |   |    |   |   |   |     |     |  |  |
| Нови Сад               | 2011/12.             | Прва лига Србије            | 0   | 0   | —  | — | —  | — | — | — | 0   | 0   |  |  |
|                        |                      |                             |     |     |    |   |    |   |   |   |     |     |  |  |
| Младост Бачки Петровац | 2012/13. (позајмица) | Војвођанска лига Запад      | —   | —   | —  | — | —  | — | — | — | —   | —   |  |  |
|                        |                      |                             |     |     |    |   |    |   |   |   |     |     |  |  |
| ЧСК Челарево           | 2013/14.             | Српска лига Војводина       | 27  | 8   | —  | — | —  | — | — | — | 27  | 8   |  |  |
| ЧСК Челарево           | 2014/15.             | Српска лига Војводина       | 27  | 18  | 0  | 0 | —  | — | — | — | 27  | 18  |  |  |
| ЧСК Челарево           | Укупно               | Укупно                      | 54  | 26  | 0  | 0 | —  | — | — | — | 54  | 26  |  |  |
|                        |                      |                             |     |     |    |   |    |   |   |   |     |     |  |  |
| Војводина              | 2015/16.             | Суперлига Србије            | 13  | 0   | 2  | 0 | 1  | 0 | — | — | 16  | 0   |  |  |
|                        |                      |                             |     |     |    |   |    |   |   |   |     |     |  |  |
| Раднички Ниш           | 2016/17.             | Суперлига Србије            | 20  | 5   | 1  | 0 | —  | — | — | — | 21  | 5   |  |  |
| Раднички Ниш           | 2017/18. (позајмица) | Суперлига Србије            | 33  | 23  | 1  | 0 | —  | — | — | — | 34  | 23  |  |  |
| Раднички Ниш           | Укупно               | Укупно                      | 53  | 28  | 2  | 0 | —  | — | — | — | 55  | 28  |  |  |
|                        |                      |                             |     |     |    |   |    |   |   |   |     |     |  |  |
| Црвена звезда          | 2016/17.             | Суперлига Србије            | 1   | 0   | 0  | 0 | —  | — | — | — | 1   | 0   |  |  |
| Црвена звезда          | 2017/18.             | Суперлига Србије            | 0   | 0   | —  | — | 1  | 0 | — | — | 1   | 0   |  |  |
| Црвена звезда          | 2018/19.             | Суперлига Србије            | 27  | 12  | 4  | 1 | 8  | 2 | — | — | 39  | 15  |  |  |
| Црвена звезда          | 2019/20.             | Суперлига Србије            | 20  | 7   | 1  | 0 | 8  | 2 | — | — | 29  | 9   |  |  |
| Црвена звезда          | 2020/21.             | Суперлига Србије            | 25  | 14  | 4  | 0 | 3  | 1 | — | — | 32  | 15  |  |  |
| Црвена звезда          | 2021/22.             | Суперлига Србије            | 29  | 11  | 5  | 1 | 9  | 2 | — | — | 43  | 14  |  |  |
| Црвена звезда          | 2022/23.             | Суперлига Србије            | 4   | 5   | —  | — | 3  | 1 | — | — | 7   | 6   |  |  |
| Црвена звезда          | Укупно               | Укупно                      | 106 | 49  | 14 | 2 | 32 | 8 | — | — | 152 | 59  |  |  |
|                        |                      |                             |     |     |    |   |    |   |   |   |     |     |  |  |
| Aл Фејхa               | 2022/23.             | Прва лига Саудијске Арабије | 23  | 1   | 1  | 0 | —  | — | 2 | 0 | 26  | 1   |  |  |
| Aл Фејхa               | 2023/24.             | Прва лига Саудијске Арабије | 3   | 0   | 0  | 0 | 1  | 0 | — | — | 4   | 0   |  |  |
| Aл Фејхa               | Укупно               | Укупно                      | 26  | 1   | 1  | 0 | 1  | 0 | 2 | 0 | 30  | 1   |  |  |
|                        |                      |                             |     |     |    |   |    |   |   |   |     |     |  |  |
| Чукарички              | 2023/24.             | Суперлига Србије            | 4   | 1   | 0  | 0 | —  | — | — | — | 4   | 1   |  |  |
|                        |                      |                             |     |     |    |   |    |   |   |   |     |     |  |  |
| Каријера               | Каријера             | Каријера                    | 256 | 105 | 19 | 2 | 34 | 8 | 2 | 0 | 311 | 115 |  |  |
|                        |                      |                             |     |     |    |   |    |   |   |   |     |     |  |  |

### Репрезентативна
Ажурирано 20. марта 2019.
| Србија | Србија  | Србија |
| Године | Наступа | Голова |
| ------ | ------- | ------ |
| 2019.  | 1       | 0      |
| Укупно | 1       | 0      |

## Трофеји и награде
| ЧСК Челарево - Српска лига Војводина: 2014/15. Црвена звезда - Суперлига Србије (4): 2018/19, 2019/20, 2020/21, 2021/22. - Куп Србије (2): 2020/21, 2021/22. | - Најбољи стрелац Српске лиге Војводине за сезону 2014/15. |

## Додатни извори
- Prlina, Dejan (21. 3. 2019). „Šta kažu “Delije”? Heroj, a ne zločinac!”. maxbetsport.rs. Архивирано из оригинала 25. 07. 2019. г. Приступљено 25. 7. 2019.
- Gligorić, Aleksandar (8. 5. 2019). „Od Pavkova do Origija... Najbolja Liga šampiona u ovom veku!”. mozzartsport.com. Архивирано из оригинала 8. 5. 2019. г. Приступљено 8. 5. 2019.
- Папић, Горислав (21. 2. 2021). „Од патријарховог Чуруга до Звездиног Бегеча”. Радио-телевизија Србије. Приступљено 21. 4. 2021.